# Римша, Пятрас
Пя́трас Ри́мша (лит. Petras Rimša; 11 (23) ноября 1881, деревня Науджяй, ныне Вилкавишкский район Литвы — 2 октября 1961, Каунас) — литовский скульптор, медальер, график.

## Биография
Учился в школе изящных искусств (École des Beaux-Arts) в Париже (1903—1904) и в Академии художеств в Кракове (1904—1905), затем в школе Общества поощрения художеств в Петербурге (1909—1911).
Участвовал в Первой литовской художественной выставке в Вильне, открытой 27 декабря 1906 года (9 января 1907), на которой среди одиннадцати его произведений была выставлена ставшая впоследствии особенно известной работа «Литовская школа 1864—1904». Скульптура воссоздаёт условия обучения родному языку в период запрета литовской печати латинским шрифтом (1864—1904). Скульптура репродуцировалась на банкноте 5 литов выпуска 1993, которая вскоре была заменена монетой и изъята из обращения. Другая известная работа той же поры — «Пахарь» (1907), экспонировавшаяся на Второй литовской художественной выставке (1908). Эти произведения закрепили за ним репутацию автора произведений с патриотической символикой.

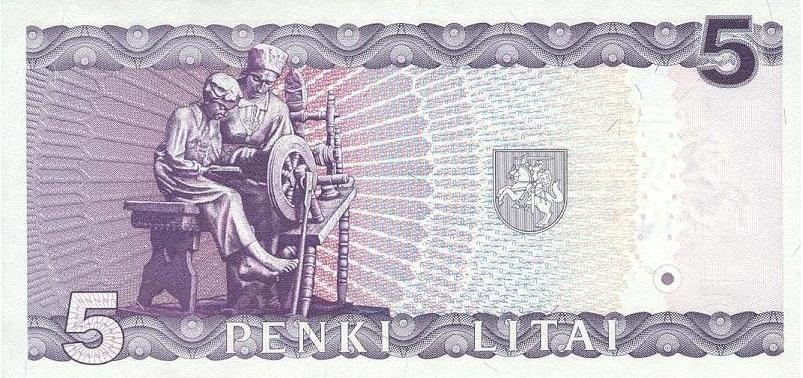
«Литовская школа 1864—1904» на банкноте

В 1907 году стал, вместе с М. К. Чюрлёнисом, П. Калпокасом, А. Жмуйдзинавичюсом, К. Склерюсом, одним из учредителей Литовского художественного общества.
Первую мировую войну провёл в эвакуации в России. С 1919 года Пятрас Римша работал в Литве.
В 1923—1924 годах ездил в Лондон изучать творчество О. Родена и Э. А. Бурделя. В 1928 году совершенствовался в Италии. В 1928 и 1935—1938 годах путешествовал по США и устраивал свои выставки.
Народный художник Литовской ССР (1951). Похоронен на Пятрашюнском кладбище в Каунасе. На двух домах в Каунасе, в которых жил скульптор, установлены мемориальные таблицы (одна в 1967 году, другая в 1991 году).

## Творчество
Приобрёл известность как автор скульптурных произведений с патриотической символикой «Литовская школа 1864—1904» (1906), «Пахарь» (1907; ныне в Художественном музее Литвы), «Боль» (1916).
Стилистика ранних произведений близка русской академической культуре начала XX века. В 1910—1920-е годы отчётливое влияние литовской народной резьбы по дереву и стиля модерна. С 1920-х создавал преимущественно медали и портретные барельефы. Одно из наиболее удачных его произведений в этом жанре — медаль в память Кристионаса Донелайтиса (бронза, 1955). Занимался также книжной иллюстрацией и плакатом.